# Championnats du monde de tir 2014
Navigation
Édition précédente Édition suivante
Les championnats du monde de tir 2014, cinquante-et-unième édition des championnats du monde de tir, ont lieu du 6 au 20 septembre 2014 à Grenade, en Espagne.